# 간난이
《간난이》는 1983년 8월 29일부터 1984년 4월 27일까지 방영한 문화방송 일일연속극이다.
이 드라마는 6.25 당시 아버지를 잃고 어머니는 정신 이상이 되어버린 어느 어린 남매가 할머니와 함께 거친 세상을 살아가는 이야기며, 앞서 비슷한 시기에 일본의 NHK에서 유사한 내용인 《오싱》이 먼저 방영된 바 있다. 하지만 당시 간난이와 영구 역을 맡았던 아역 배우들의 연기는 시청자들의 눈물샘을 자극하면서 큰 화제가 되었다. 비공식 시청률이 60%를 넘겼다는 말도 있는 히트작이다. 또한 성인으로 넘어가는 제2부에서는 원미경과 김명덕이 각각 간난이와 영구으로 분하였다.

## 등장 인물
- 김수양 : 간난이 역
- 김수용 : 영구 역
- 원미경 : 성인 간난이 역
- 김명덕 : 성인 영구 역
- 정혜선 : 간난이 할머니 역
- 길용우 : 무수동 아저씨 역
- 박규채 : 양아버지 역
- 김혜자 : 양어머니 진천댁 역 (중도 하차)
- 오미연 : 간난이 엄마 역
- 김용림 : 무수동 할머니 역
- 김광배 : 순명 역
- 남영진 : 간난이 남편 윤석호 역
- 서권순 : 윤석호 누나 역
- 나영진 : 성범 역
- 김영옥 : 용산 식당 할머니 역
- 김석옥 : 간난이 시어머니 역
- 심양홍 : 송씨 역
- 정욱
- 한인수
- 김길호
- 남성훈
- 정대홍
- 김용건 : 박씨 역
- 노경주

- 주희 : 해설